# ラヴィング郡
ラヴィング郡（ラヴィングぐん、英語: Loving County）は、アメリカ合衆国テキサス州にある郡。2020年の国勢調査によると人口は64人で、3,000近くある全米の郡の中で最小である。郡庁所在地は、唯一の町のメントーネ(Mentone)である。
郡の名前はグッドナイト＝ラヴィングトレイルをチャールズ・グッドナイトと共に開拓した、カウボーイのオリヴァー・ラヴィングに由来する。ラヴィングとグッドナイトは、現在の郡の付近で放牧中にコマンチ族の領域を通過したため襲撃され、ラヴィングは重傷を負った。この傷が元でラヴィングは死亡している。

## 地理
アメリカ合衆国統計局の国勢調査によると、1,753km2を占め、1,743km2が陸であり、10km2が池や川である。0.56%を水が占めている。

## 統計

郡の人口ピラミッド（2000年調査）

2000年の国勢調査によると、67人、31の世帯、19の家族が住んでいる。人口密度は、0.03人/km2である。70件の住居があり、平均件数は0.04件/km2である。人口の60人が白人、6人がそのほかの民族や人種、1人が2つ以上の民族や人種を親に持ち、7人はヒスパニック系である。アフリカ系アメリカ人、アメリカ先住民、アジア系、ハワイなどの太平洋の島々からの移民と申告した人はいなかった。
31世帯のうち、5世帯が18歳未満の子供と一緒に生活しており、17世帯は夫婦で生活している。2世帯は未婚の女性が世帯主であり、11世帯は家族以外の住人と同居している。10世帯は独身の居住者が住んでおり、2世帯は65歳以上で独居である。1世帯の平均住居者数は2.16人であり、家庭の場合は、2.65人である。
人口の13人が18歳未満で、1人が18歳から24歳、18人が25歳から44歳、24人が45歳から64歳、11人が65歳以上である。平均年齢は46歳である。女性100人に対し、116.10人が男性である。18歳以上の女性100人に対し、125.00人が18歳以上の男性である。
1世帯の平均年収は40,000ドルであり、家庭の場合は53,750ドルである。男性の平均収入が25,833ドルであるのに対し、女性は0ドルである。住民1人当たりの収入は24,084ドルであり、貧困線以下にある住民はいない。

## 市町村
国勢調査指定地域
- メントーネ（Mentone）：人口19人（2010年）

ゴーストタウン
- Arno
- ポータービル（Porterville）
- Hayflat